# Urania (geslacht)
Urania is een geslacht van vlinders uit de familie van de uraniavlinders (Uraniidae). De soorten komen voor in Midden- en Zuid-Amerika.

## Soorten
- Urania boisduvalii - Guérin, 1829
- Urania brasiliensis - Swainson, 1833
- Urania fulgens - Walker, 1854
- Urania leilus - Linnaeus, 1758
- Urania sloanus - Cramer, 1779